# 柴宝良
柴宝良（1972年7月—），汉族，河北河间人。中国共产党党员。中华人民共和国政治人物。曾任河北省承德市市长。现任中共河北省承德市委员会书记。